# 12167 Олівермюллер
12167 Олівермюллер (12167 Olivermüller) — астероїд головного поясу, відкритий 29 вересня 1973 року.
Тіссеранів параметр щодо Юпітера — 3,483.